# Ered Engrin
Ered Engrin (sindarsky Železné hory) je pohoří nacházející se ve fiktivním světě J. R. R. Tolkiena.

## Geografie
Pás hor Ered Engrin se v prvním věku táhl od Ered Wethrin na západě až k dalekému východnímu oceánu. Železné hory tak hraničily se severními cípy pohoří Ered Luin, Hithaeglir a Orocarni. Na sever od Železných hor se nacházela pustá a zmrzlá země nepřítele Dor Daidalos. Pohoří od zemí Beleriandu oddělovala pláň Ard-galen, později známá jako Anfauglith. Na jihu Železných hor se tyčily tři štíty Thangorodrim.
Při válce hněvu byly Ered Engrin zničeny a do třetího věku se z nich zachovaly pouze malé části, mezi nimiž byly Ered Mithrin (Šedé hory, severní cíp Mlžných hor a Železné hory nacházející se východně od Ereboru a severně od jezera Rhûn.

## Role v příběhu
V Ered Engrin si zbudoval své pevnosti Utumno a Angband, první Temný pán Morgoth. Po zničení Utumna vládl z Angbandu, odkud řídil svá vojska během Beleriandských válek. Nad svou pevností tehdy vztyčil štíty Thangorodrim. Při válce hněvu na konci prvního věku však do boje proti němu vytáhli samotní Valar a Morgoth byl poražen. Těžké boje úplně zničily Beleriand, který byl zaplaven mořem. Železné hory také utrpěly devastující škody a zbyly z nich pouze malé zbytky.
Roku 2590 T. v. se zde se svým lidem usadil trpaslík Grór, syn krále Dáina, který byl zabit drakem v Ered Mithrin. Po vyplenění Ereboru se do Železných hor uchýlila většina přeživších. Po Grórovi zde vládl jeho syn Náin, který byl zabit skřetem Azogem v bitvě v Nanduhirionu. Jeho syn Dáin se stal po zabití Šmaka králem Království pod Horou a vedl trpaslíky do boje proti Sauronovým sluhům ve Válce o Prsten. Po něm se vlády chopil jeho syn Thorin III. Kamenná přilba.